# أبوقرين
أبوقرين، وتعرف أيضًا باسم الهيشة الجديدة، هي قرية في ليبيا. تقع على بعد 118 كم جنوب مصراته، وعلى بعد 138 كم غرب سرت، وهي تقع على نقطة تقاطع الطريق الساحلي الليبي، مع طريق فزان.

## التاريخ

### أصل التسمية
قال الطاهر الزاوي في كتابه معجم البلدان الليبية عن أصل تسمية أبوقرين:
| ” | أبو قرين: على صيغة تصغير القرن بليدة صغيرة مستحدثة بعد سنة 1940 تقع غربي سرت إلى الشمال بنحو 134 كم. وأصل (أبو قرين): رجل من معدان: قبيلة من سكان سرت، كان أنشأ له حجرة من خشب على الطريق في مكان البلدة اليوم، وكان يمر به المسافرون إلى الشمال والجنوب فيبيع لهم الشاي وبعض ما يحتاجون إليه وبعد أن يستريحوا قليلاً يستأنفون سفرهم. وجاءت الحرب العالمية الثانية سنة 1939، وكثرت حركة المرور على أبي قرين، وتطورت فيها الحياة من حجرة خشب يستريح عندها المسافرون قبل 1940 إلى بلدة صغيرة فيها بيوت كثيرة وبعض المتاجر، وأنشئت فيها محطة لتوليد الكهرباء، وفيها تلتقي طريق فزان بطريق سرت وتقع جنوبي مصراتة بنحو 118 كم. | “ |